# Lista de picos ultraproeminentes do Brasil

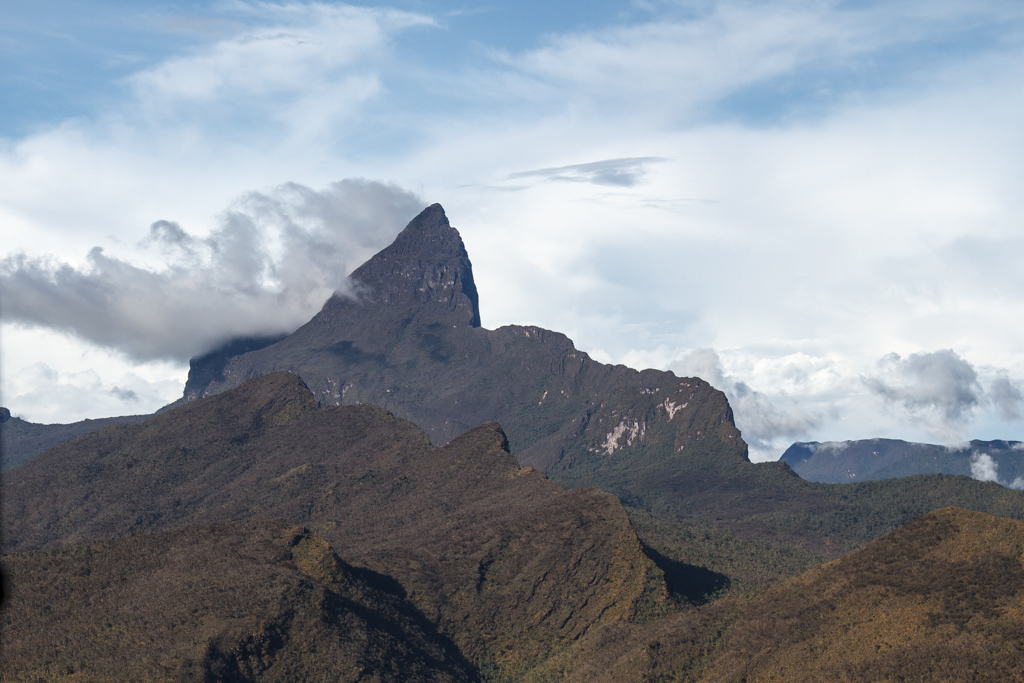
Pico da Neblina no estado do Amazonas, a montanha mais alta do Brasil.

Esta é uma lista de picos ultraproeminentes do Brasil por altitude acima do nível do mar.

## Considerações
A linha de divisa entre uma montanha com múltiplos cumes e outra montanha separada nem sempre é clara. Um modo intuitivo e popular de distinguir as montanhas independentes dos cumes subsidiários é aplicar a definição da proeminência topográfica. Uma consequência é que neste tipo de listagens são omitidos frequentemente os cumes subsidiários que se ligam a outros mais altos por tergos muito altos, e por isso são de baixa proeminência mas grande altitude. Tais cumes incluem-se na lista abaixo, mas não são numerados.
É altamente improvável que todas as altitudes dadas estejam corretas à unidade (metro); de fato, problemas de definição do nível do mar colocam-se quando uma montanha é distante do mar. Diferentes fontes diferem muitas vezes em vários metros, e as altitudes indicadas abaixo podem ser diferentes das de outras páginas da Wikipédia. Estas discrepâncias servem para alertar para as eventuais imprecisões nas altitudes indicadas.

## Distribuição geográfica
Os picos listados situam-se no Brasil.

## A lista
Alguns picos em ordem de altitude (alguns não homologados oficialmente pelo IBGE):
| Ordem | Picos                     | Altitude (m) | Altitude (pés) | Serra                       | Localização                                          | Coordenadas                    | Proeminência topográfica (m) | Cume pai                         | Primeira ascensão |
| ----- | ------------------------- | ------------ | -------------- | --------------------------- | ---------------------------------------------------- | ------------------------------ | ---------------------------- | -------------------------------- | ----------------- |
| 1     | Pico da Neblina           | 2 995        | 9827           | Serra do Imeri              | Amazonas                                             | 0° 48' 24" N 66° 0' 18" O      | 2 887                        |                                  | 1965              |
| 2     | Pico 31 de Março          | 2 974        | 9757           | Serra do Imeri              | Amazonas Brasil/ Venezuela)                          | 0° 48' 22" N 66° 0' 17" O      | 116                          | Pico da Neblina                  |                   |
| 3     | Pico da Bandeira          | 2 891        | 9486           | Serra do Caparaó            | Minas Gerais / Espirito Santo                        | 20° 26' 04" S 41° 47' 44" O    | 2640                         |                                  | 1859              |
| 4     | Pico do Calçado           | 2 849        | 9347           | Serra do Caparaó            | Minas Gerais / Espirito Santo                        | 20° 26' 04" S 41° 47' 44" O    | 46                           | Pico da Bandeira                 | 1965\|-           |
| 5     | Pedra da Mina             | 2 798        | 9180           | Serra da Mantiqueira        | Minas Gerais / São Paulo                             | 22° 25' 40" S 44° 50' 33" O    | 2068                         |                                  |                   |
| 6     | Pico das Agulhas Negras   | 2 791        | 9157           | Serra da Mantiqueira        | Minas Gerais / Rio de Janeiro                        | 22° 22' 47" S 44° 39' 40" O    | 1 121                        |                                  | 1919              |
| 7     | Pico do Cristal           | 2 769        | 9085           | Serra do Caparaó            | Minas Gerais                                         | 20° 26' 37" S 41° 48' 40" O    | 142                          | Pico da Bandeira                 |                   |
| 8     | Monte Roraima             | 2 734        | 8970           | Serra de Pacaraima          | Roraima (fronteira entre Brasil, Venezuela e Guiana) | 5° 12' 07" N 60° 44' 16" O     | 2251                         |                                  |                   |
| 9     | Morro do Couto            | 2 680        | 8793           | Serra da Mantiqueira        | Rio de Janeiro                                       | 22° 23' 04" S 44° 41' 49" O    | 330                          |                                  |                   |
| 10    | Pedra do Sino de Itatiaia | 2 670        | 8760           | Serra da Mantiqueira        | Minas Gerais                                         | 22° 22' 13" S 44° 39' 42" O    | 75                           | Pico das Agulhas Negras          |                   |
| 11    | Pico dos Três Estados     | 2 665        | 8743           | Serra da Mantiqueira        | Minas Gerais / Rio de Janeiro / São Paulo            | 22° 25' 24" S 44° 48' 48" O    | 266                          |                                  |                   |
| 12    | Pedra do Altar            | 2 665        | 8743           | Serra da Mantiqueira        | Rio de Janeiro                                       | 22° 22' 24" S 44° 40' 22" O    | 100                          | Pico das Agulhas Negras          |                   |
| 13    | Morro da Cruz do Negro    | 2 658        | 8720           | Serra do Caparaó            | Espirito Santo                                       | 20° 24' 52" S 41° 48' 10" O    | 150                          |                                  |                   |
| 14    | Pico do Tesouro           | 2 620        | 8596           | Serra do Caparaó            | Minas Gerais / Espirito Santo                        | 20° 23' 05" S 41° 47' 21" O    | 238                          |                                  |                   |
| 15    | Pico do Garrafão          | 2 425        | 7956           | Serra da Mantiqueira        | Minas Gerais / Espirito Santo                        | 22° 11' 51" S 44° 47' 29" O    |                              |                                  |                   |
| 16    | Pico dos Marins           | 2 421        | 7943           | Serra da Mantiqueira        | São Paulo                                            | 22° 30' 09" S 45° 07' 16" O    |                              |                                  |                   |
| 17    | Pico Maior de Friburgo    | 2 316        | 7943           | Serra do Mar                | Rio de Janeiro                                       | 22° 21' 06" S 42° 35' 11" O    |                              |                                  |                   |
| 18    | Pico do Itaguaré          | 2 316        | 7943           | Serra da Mantiqueira        | Minas Gerais / São Paulo                             | 22° 29' 18" S 45° 05' 04" O    | 216                          |                                  |                   |
| 19    | Pedra do Sino             | 2 275        | 7464           | Serra dos Órgãos            | Rio de Janeiro                                       | 22º 29' 35" S 43º 04' 24" O    |                              |                                  |                   |
| 20    | Pico da Caledônia         | 2 257        | 7464           | Serra do Mar                | Rio de Janeiro                                       | 22° 21' 12" S 42° 35' 12" O    |                              |                                  |                   |
| 21    | Morro do Açu              | 2 180        | 7943           | Serra dos Orgaos            | Rio de Janeiro                                       | 22° 29' 35" S 43° 04' 24" O    |                              |                                  |                   |
| 22    | Cara do Cão               | 2 180        | 7152           | Serra dos Órgãos            | Rio de Janeiro                                       |                                |                              |                                  |                   |
| 23    | Pedra de São Pedro        | 2 134        | 7001           | Serra dos Órgãos            | Rio de Janeiro                                       |                                |                              |                                  |                   |
| 24    | Pedra da Cruz             | 2 130        | 6988           | Serra dos Órgãos            | Rio de Janeiro                                       |                                |                              |                                  |                   |
| 25    | Pedra de São João         | 2 100        | 6890           | Serra dos Órgãos            | Rio de Janeiro                                       |                                |                              |                                  |                   |
| 26    | Pico do Tira Chapéu       | 2 088        | 6850           | Serra da Bocaina            | São Paulo                                            | S 22°46 '12.3'' W 44°39'33.5’' |                              |                                  |                   |
| 27    | Pico do Selado            | 2 083        | 6834           | Serra da Mantiqueira        | Minas Gerais / São Paulo                             |                                |                              |                                  |                   |
| 28    | Pico do Sol               | 2 072        | 6798           | Serra do Caraça             | Minas Gerais                                         | -20.114373, -43.444234         |                              |                                  |                   |
| 29    | Pico do Inficionado       | 2 069        | 6788           | Serra do Caraça             | Minas Gerais                                         | -20.134453, -43.451945         |                              |                                  |                   |
| 30    | Pico do Itambé            | 2 052        | 6732           | Serra do Espinhaço          | Minas Gerais                                         |                                |                              |                                  |                   |
| 31    | Pedra de São Domingos     | 2 050        | 6726           | Serra da Mantiqueira        | Minas Gerais                                         |                                |                              |                                  |                   |
| 32    | Pico do Forno Grande      | 2 039        | 6690           | Castelo                     | Espirito Santo                                       | S 20º 32'29" W41º 07'17"       |                              |                                  |                   |
| 33    | Pico do Barbado           | 2 033        | 6670           | Chapada Diamantina          | Bahia                                                | 13° 17' 41" S 41° 54' 28.6" O  |                              |                                  |                   |
| 34    | Pico do Rachado           | 2 020        | 6627           | Serra da Mantiqueira        | Minas Gerais                                         | 22°11'34"S, 44°49'03"W         |                              |                                  |                   |
| 35    | Pico do Itapeva           | 2 010        | 6594           | Serra da Mantiqueira        | São Paulo                                            |                                |                              |                                  |                   |
| 36    | Garrafão                  | 1 980        | 6496           | Serra dos Órgãos            | Rio de Janeiro                                       |                                |                              |                                  |                   |
| 37    | Pico das Almas            | 1 958        | 6424           | Chapada Diamantina          | Bahia                                                |                                |                              |                                  |                   |
| 38    | Pico da Carapuça          | 1 955        | 6414           | Serra do Caraça             | Minas Gerais                                         | -20.088929, -43.472622         |                              |                                  |                   |
| 39    | Pedra do Baú              | 1 950        | 6398           | Serra da Mantiqueira        | São Paulo                                            |                                |                              |                                  |                   |
| 40    | Pico da Cangerana         | 1 890        | 6201           | Serra do Caraça             | Minas Gerais                                         | -20.135602, -43.513497         |                              |                                  |                   |
| 41    | Pico Paraná               | 1 877        | 6158           | Serra do Ibitiraquire       | Paraná                                               | 25° 14' 59" S 48° 48' 47" O    | 1142[carece de fontes?]      |                                  | 1941              |
| 42    | Pico dos Dias             | 1 864        | 6115           | Serra da Mantiqueira        | Minas Gerais                                         |                                |                              |                                  |                   |
| 43    | Pico Caratuva             | 1 860        | 6102           | Serra do Ibitiraquire       | Paraná                                               | 25° 14' 26" S 48° 49' 41" O    | 415[carece de fontes?]       | Pico Paraná                      |                   |
| 44    | Pedra da Macela           | 1 840        | 6050           | Serra do Mar                | Rio de Janeiro / São Paulo                           | 23°8'23"S 44°48'49"W           |                              |                                  |                   |
| 45    | Pico Formosa              | 1 825        | 5988           | Serra do Espinhaço          | Minas Gerais                                         | 15° 14' 17" S 42° 49' 22" O    |                              |                                  |                   |
| 46    | Morro da Boa Vista        | 1 824        | 5984           | Serra Geral (sul do Brasil) | Santa Catarina                                       | 27° 54' 31" S 49° 19' 12" O    |                              |                                  |                   |
| 47    | Morro da Igreja           | 1 822        | 5978           | Serra Geral (sul do Brasil) | Santa Catarina                                       | 28° 7' 33" S 49° 28' 28" O     |                              |                                  |                   |
| 48    | Pico Itapiroca            | 1 805        | 5922           | Serra do Ibitiraquire       | Paraná                                               | 25° 14' 51" S 48° 50' 10" O    | 130[carece de fontes?]       | Pico Caratuva[carece de fontes?] |                   |
| 49    | Pedra Grande do Gomeral   | 1 788        | 5866           | Serra da Mantiqueira        | São Paulo                                            | -22.733195737, -45.413086270   |                              | Pico das Agulhas Negras          |                   |
| 50    | Pico do Itacolomi         | 1 772        | 5814           | Serra do Espinhaço          | Minas Gerais                                         | 20° 25' 46" S 43° 28' 29" O    |                              |                                  |                   |
| 51    | Pico Ferraria             | 1 759        | 5771           | Serra do Ibitiraquire       | Paraná                                               |                                | 330[carece de fontes?]       |                                  |                   |
| 52    | Taipabacu                 | 1 772        | 5814           | Serra do Ibitiraquire       | Paraná                                               |                                |                              |                                  |                   |
| 53    | Pedra do Cume             | 1 750        | 5741           | Serra do Lopo               | Minas Gerais / São Paulo                             | -22.90481, -46.34449           |                              |                                  |                   |
| 54    | Pico Agudo                | 1 703        | 5587           | Serra da Mantiqueira        | São Paulo                                            | 22° 51′ 48″ S 45° 39′ 3″ W     |                              |                                  |                   |
| 55    | Dedo de Deus              | 1 692        | 5551           | Serra dos Órgãos            | Rio de Janeiro                                       |                                |                              |                                  |                   |
| 56    | Pico Araçatuba            | 1 680        | 5512           | Serra do Papanduva          | Paraná / Santa Catarina                              |                                |                              |                                  |                   |
| 57    | Pico do Pouso Alto        | 1 676        | 5499           | Chapada dos Veadeiros       | Goiás                                                | 14° 3' 13"S47° 31' 34"O        |                              |                                  |                   |
| 58    | Pico do Gavião            | 1 663        | 5456           | Serra do Caracol            | Minas Gerais                                         | 25° 27' 7" S 48° 55' 7" O      |                              |                                  |                   |
| 59    | Pico do Jabre             | 1 208        | 3963           | Serra do Teixeira           | Paraíba                                              |                                |                              |                                  |                   |
| 60    | Pico da Serra Branca      | 1 154        | 3786           | Serra das Matas             | Ceará                                                |                                |                              |                                  |                   |
| 61    | Pico da Ibituruna         | 1 123        | 3684           | Serra da Ibituruna          | Minas Gerais                                         | 18° 53' 11" S 41° 55' 07" O    |                              |                                  |                   |
| 62    | Pico Alto                 | 1 114        | 3655           | Maciço de Baturité          | Ceará                                                | 4°14′S 38°54′W                 |                              |                                  |                   |